# Чебукін Павло Васильович
Павло Васильович Чебукін (1895, село Волково Шебекинського повіту Курської губернії, тепер Бєлгородська область, Російська Федерація — 14 жовтня 1968, Тульська область, Російська Федерація) — радянський партійний діяч, голова Запорізького окрвиконкому, голова Одеської і Криворізької міських рад, директор радгоспів. Герой Соціалістичної Праці (23.06.1966). Член Центральної Контрольної Комісії КП(б)У в червні 1930 — січні 1934 р. Кандидат у члени Президії Центральної Контрольної Комісії КП(б)У в липні 1930 — 1932 р. Член ВУЦВК.

## Біографія
Народився в бідній селянській родині. З дванадцятирічного віку наймитував у заможних селян.
У 1915—1917 роках служив у російській імператорській армії, учасник Першої світової війни.
У 1917—1918 роках — голова волосної Ради робітничих і селянських депутатів на Бєлгородщині.
Член РКП(б) з 1918 року.
З 1918 по 1920 рік служив у партизанському загоні в Курській губернії, потім — у Червоній армії. Учасник Громадянської війни в Росії.
Перебував на відповідальній радянській роботі. З листопада 1927 по січень 1928 року — голова виконавчого комітету Волинської окружної ради в Житомирі.
У 1929—1930 роках — заступник голови виконавчого комітету Запорізької окружної ради.
З січня по 5 травня 1930 року — голова виконавчого комітету Запорізької окружної ради.
З січня 1931 до 4 травня 1932 року — заступник народного комісара постачання Української СРР.
У березні 1932 — листопаді 1933 року — голова Одеської міської ради.
У 1934—1937 роках — голова Криворізької міської ради Дніпропетровської області. Працював у Народному комісаріаті радгоспів СРСР.
У 1939—1948 роках — директор експериментальної бази ВАСГНІЛ «Горки Ленінські»; директор радгоспу «Коломенський» Московської області. У 1948—1968 роках — директор радгоспу «Красный богатырь» Сталіногорського (Новомосковського) району Тульської області.

## Нагороди
- Герой Соціалістичної Праці (23.06.1966)
- орден Леніна (23.06.1966)
- медалі